# ンサンジェ県
ンサンジェ県（ンサンジェけん、Nsanje District）は、マラウイ南部州にある人口19万4924人の県であり、中心となる都市もンサンジェ（Nsanje Town）である。

## 地理
ンサンジェ県はマラウイ国内で最も南部の県であり、1,942平方キロメートル (750 sq mi)の面積を持ち、シレ川の下流域に位置している。シレ川は県の北部を通り 、 ンサンジェ県東部とモザンビークとの国境線の大部分を形成している。県内の海抜は、およそ200フィート (61 m)であるが、県南西部の一部の丘では海抜2,000フィート (610 m)近い場所もある。
県北西部にはムワビ野生動物保護区 （Mwabvi Wildlife Reserve）が広がり、ここにはM-1（マラウイ全土を横断する道路）沿いにあるバングラ（Bangula）かソーギン（Sorgin）からアクセスできる。また、県の北部には"ゾウの低湿地"（Elephant Marsh）があり、ジェームス村（village of James）から出発するツアーに参加すると、イースタンバンク街道（eastern bank road）経由で訪れることが可能である。なお、"ゾウの低湿地"の名前は、この場所で大量のゾウを目撃したデヴィッド・リヴィングストンにより付けられた。

## 気候
例年、気温は6月には8 ℃まで下がる。年間平均降水量は750mmであり、この大半が1月から4月にかけて降る。

## 経済
ンサンジェ県はマラウイ国内で最も貧しい県の1つであり、事実上経済はマラウイ政府とNGOの支援組織に依存している。主要な収入源は小規模な農業である。 トウモロコシ、ミレット、モロコシ、米、コットンの栽培に用いる水は、ほぼ全て雨水を利用している。

## 文化
ンサンジェ県の人々は、民族的にはセナ人とMang’anja族から構成される。県内では主にチェワ語が利用されるが、セナ語、Chimang’anja語、英語、ポルトガル語も使用されている。
また、ムボナ（Mbona）と呼ばれる雨の神の崇拝が県南部で行われている。神の頭部は数百年前に切り落とされて血の川が流れ出たと伝えられ、現在では時々ニシキヘビの姿で妻の家へと戻り、翌年の事柄に関する予言を行うという。